# Ария (группа)
«А́рия» — советская и российская хеви-метал-группа. Одна из самых успешных российских рок-групп, а также одна из немногих российских метал-групп, достигших серьёзного коммерческого и творческого успехов и популярности за пределами поклонников хэви-метала. Лауреат премии Fuzz 2007 года как лучшая live-группа. Её бывшими участниками были образованы многие другие известные группы («Мастер», «Кипелов», «Маврин», «Артерия», «Артур Беркут», «Воля и разум»), которые вместе составляют плеяду, называемую «Семейкой Арии».
Лидеры группы и основные композиторы — басист Виталий Дубинин и гитарист Владимир Холстинин (он же один из основателей «Арии» и единственный бессменный участник). Бо́льшая часть текстов группы написана Маргаритой Пушкиной.

## История группы

### Предыстория
Будущие участники-музыканты «Арии» Виталий Дубинин и Владимир Холстинин познакомились, когда учились в МЭИ, где создали любительскую рок-группу «Волшебные Сумерки». Дубинин поначалу был поющим басистом, потом на роль вокалиста был приглашён Артур Беркут. В 1982 году Дубинин покинул группу, чтобы окончить образование. Вскоре Беркут получил приглашение на место вокалиста в популярной арт-рок-группе «Автограф», и «Волшебные Сумерки» перестали существовать.
Холстинин вместе с бас-гитаристом Аликом Грановским стали музыкантами группы «Альфа», исполнявшей хард-рок. Группа просуществовала всего несколько лет. В период борьбы с самодеятельными коллективами в 1982—1984 музыканты вынуждены были искать работу в официальных ВИА, и вступили в ВИА «Поющие сердца».

### Ранняя история
С 1982—1983 года директор «Поющих сердец» Виктор Векштейн вынашивал идею новой группы, которая играла бы в более современном стиле. Не имея собственных чётких предпочтений относительно музыкальной стилистики будущей группы, Векштейн предпочёл приглашать в «Поющие сердца» молодых музыкантов, предоставляя им возможность свободного творческого поиска с опорой на технические возможности группы. Так в 1983 году в «Поющие сердца» был приглашён Виталий Дубинин, который, однако, покинул группу спустя несколько месяцев, чтобы учиться на вокалиста в Академии им. Гнесиных. Уже после его ухода в 1985 году к ВИА «Поющие сердца» присоединились Грановский и Холстинин. Туда же из распавшегося ВИА «Лейся, песня» перешёл вокалист Валерий Кипелов.
Играя в качестве аккомпанирующих музыкантов в «Поющих сердцах», Холстинин и Грановский параллельно создали сайд-проект: группу, которая должна была исполнять хеви-метал. Менеджером и художественным руководителем нового коллектива остался Векштейн, который предоставил музыкантам студию.
Название группы придумал Холстинин. В одном из интервью, он, отвечая на вопрос о наличии в названии группы некоего подтекста, сказал:

Никакого смысла не было, … слово мне понравилось на первой странице Словаря иностранных слов. Когда выбирал название, я взял такую толстую книжку и начал её листать. Три дня я её читал с карандашом в руках, выписывая всё что мне понравится. Вот. И через три дня я вернулся на первую страницу. Мне показалось, что название идеальное: оно легко пишется латинскими и русскими буквами. Ведь у каждого музыканта есть мечта. Ведь нет пророка в своём отечестве. Я думал: «Вдруг мы станем популярными там. И как они будут писать название какое-нибудь заковыристое на русском языке?». «Ночные снайперы», например, это же невозможно. Или даже там «Машина времени». Поэтому нужно такое название, чтобы оно легко скандировалось и писалось русскими и латинскими буквами. К тому же нам приходилось учитывать цензуру. Мы не могли назваться, допустим, как-то жёстко… Мы были юны, категоричны и хотели, чтобы название отражало вот ту энергию, которую мы собираемся принести. Ну и мы решили, то есть я решил, пойти от противного. Вот такое название настолько будет не соответствовать нашей музыке, нашей группе, нашему духу, что будет запоминаться и бросаться в глаза. И вот на этом контрасте, мне показалось, можно будет сыграть. Буквально после первых концертов я прочитал в газетах, что поклонники называют себя «арийцами», пишут на майках «Ария» и насмерть бьются с поклонниками других групп. Это было для нас большой неожиданностью, но идея нам понравилась. Вот чувствовать себя некой избранной такой «музыкальной расой» — это забавно. Вот… А больше подтекста никакого и не было…— Владимир Холстинин. Интервью.
Благодаря этому музыкантов и поклонников группы впоследствии стали называть «арийцами». Векштейн, Холстинин и Грановский начали подбирать состав группы. В этот период в него пробовались гитарист Сергей Потёмкин (экс-«Альфа»), вокалист Николай Носков (экс-«Москва», затем — в «Парке Горького»), клавишник Александр Мясников (экс-«Акцент»). В феврале 1985 постоянным вокалистом Арии был утверждён Валерий Кипелов (экс-«Лейся, песня»). Ударником стал звукоинженер «Поющих сердец» Александр Львов, клавишником и бэк-вокалистом — Кирилл Покровский.
Днём рождения группы сами музыканты называют 31 октября 1985 года, когда была закончена работа над первым студийным альбомом «Мания величия». Материал, выпущенный самиздатом на магнитной кассете, представлял собой традиционный хеви-метал в духе модных в то время английских и американских групп типа Iron Maiden и Black Sabbath. Альбом был записан с одним гитаристом, Холстининым, для живых выступлений требовался второй гитарист — поэтому к концу записи альбома в коллектив приходит Андрей Большаков (экс-«Зигзаг», экс-«Коктейль»). Кроме того, Игорь Молчанов (экс-«Альфа») заменил за ударными Львова, оставшегося звукооператором группы. Первый концерт Арии прошёл в ДК МАИ 5 февраля 1986 года, на разогреве у самих себя в качестве «Поющих сердец». В том же 1986 году группа, уже сольно, приняла участие в фестивалях: в мае на «Литуанике-86» и 7—8 июня на «Рок-панораме-86». Там группа была встречена одобрительно и завоевала несколько премий: на первом приз «за профессионализм», а на втором — сразу два («за техническое обеспечение» и «за лучшие антивоенные композиции»). Фрагмент выступления на «Рок-панораме-86» с песней «Тореро» был включён в очередной, «музыкальный» выпуск телепрограммы «Весёлые ребята». Это стало первым появлением «Арии» на советском телевидении.
Около полугода выступления «Арии» происходили, по сути, в полуподпольном режиме: на афишах значилась только группа «Поющие сердца», в одном отделении концерта игралась программа «Арии», а в другом те же самые музыканты аккомпанировали Антонине Жмаковой в программе «Поющих сердец», утверждённой Москонцертом. Естественно, проделывать это можно было только во время гастролей в провинции, где идеологический контроль был гораздо слабее, чем в Москве, и долго это продолжаться не могло. Векштейн использовал всё своё влияние, чтобы обеспечить сдачу худсовету «металлической» программы и получение официального разрешения на выступление группы под новым названием «Ария» с этой программой в одном отделении концерта. Для оправдания названия группы и в качестве запланированного объекта для критики в программу были специально вставлены оперные арии на итальянском языке в исполнении педагога по вокалу Виталия Усова (по требованию комиссии — убраны как не соответствующие стилистике группы). Авторство песен «Арии» было приписано членам Союза композиторов и классикам, в частности, автором «Волонтёра» значился Давид Тухманов, а текста песни «Тореро» — Федерико Гарсия Лорка. Усилия увенчались успехом — 12 сентября 1986 года после прослушивания во дворце культуры АЗЛК комиссия Министерства культуры утвердила программу сольного концерта и название группы «Ария» (что стало первым прецедентом утверждения худсоветом концерта «металлической» группы — до этого дня лишь группа «Круиз» имела одну официально разрешённую к исполнению «тяжёлую» песню).
Придя в группу, Андрей Большаков сразу же начал активно предлагать свои песни, сделанные в стиле Judas Priest. Грановский, занимавшийся аранжировками, был по музыкальным пристрастиям ближе к Большакову, чем к Холстинину. В результате Большаков и Грановский составили слаженный и продуктивный авторский тандем, а Холстинин оказался фактически отстранён от процесса создания песен. Хотя произошло это само собой, отношения Холстинина и Большакова были испорчены, что во многом предопределило дальнейшие события. Второй альбом Арии, «С кем ты?», записанный в 1986 году, почти целиком состоял из композиций Большакова. Предложенная Холстининым песня «1100» была, по его словам, отвергнута Большаковым и Грановским, так что его участие в альбоме свелось к записи двух соло-фрагментов. Автором текстов к большинству песен (кроме «Без тебя» — Маргарита Пушкина — и инструментальной «Память о…») был Александр Елин, с чем связана остро-социальная и антивоенная тематика альбома («Воля и разум», «Встань, страх преодолей», «С кем ты?», «Игры не для нас»). Бывший барабанщик группы Александр Львов снова выступил в роли звукоинженера.
В 1986 году группа активно гастролирует с неизменным успехом. Однако у Грановского и Большакова возрастает недовольство руководящей деятельностью Векштейна, низкими заработками, необходимостью продолжать работать на аккомпанементе у Жмаковой, плотной опекой менеджера, запрещавшего музыкантам давать интервью даже советским журналистам, не говоря уже о зарубежных, вмешательством в процесс музыкального творчества. Конфликт Холстинина с Большаковым приводит и к внутреннему расколу в группе. После концерта в Ставрополе музыканты, за исключением Холстинина и Кипелова, заявляют Векштейну о своём уходе (Холстинин отказывается уходить вместе с Большаковым, а Кипелов, предварительно давший согласие поддержать уход всей группы, остаётся, узнав о позиции Холстинина). Векштейн просит музыкантов не торопиться с решением и обещает в Москве решить все назревшие проблемы. По возвращении с гастролей, в декабре 1986 года, он организует серию концертов в Москве, которые проходят с аншлагами и ещё больше поднимают популярность «Арии». Музыкантам обещают самые высокие ставки, новую аппаратуру. К группе впервые допускают иностранных журналистов. Несмотря ни на что, Большаков, Грановский, Молчанов и Покровский после последнего концерта в спорткомплексе «Дружба» уходят. Ушедшие создают группу «Мастер» которая в 1987 году выпускает дебютный одноимённый альбом, содержащий в том числе несколько песен, написанных для Арии. Одновременно «Арию» покидает Александр Львов, перешедший в группу «Парк Горького», а также часть техперсонала.

### Состав с Мавриным (1987—1994)
Валерий Кипелов и Владимир Холстинин остаются в «Арии». В коллектив приглашают басиста Виталия Дубинина, который играл с Холстининым и Артуром Беркутом в «Волшебных сумерках» и «Альфе» ещё в начале 80-х, а также гитариста Сергея Маврина и барабанщика Максима Удалова (оба — экс-«Чёрный кофе» и «Металлаккорд»). От клавишных решили отказаться.
Ещё одной проблемой становится репертуар. Векштейн по требованию Большакова исключает из концертного репертуара «Арии» все его песни, в результате группа лишается возможности исполнять на концертах наиболее популярные на этот момент хиты. Ситуация дополнительно стимулирует музыкантов к записи нового альбома, который выходит на государственной фирме грамзаписи «Мелодия» в 1987 году. Исходно предполагается назвать альбом «На службе силы зла», но при выпуске его переименовывают в «Герой асфальта», обложка изменяется соответственно, а некоторые тексты цензурируются. В конечный вариант альбома не входит (из-за технических ограничений на объём пластинки) композиция «Дай руку мне», однако она звучит в радиопрограмме «Хит-парад Александра Градского», а позже издаётся на сборниках Арии «Штиль» и «Легенды русского рока». Тираж третьего альбома на виниле составил более 1 000 000 экземпляров и разошёлся за несколько месяцев. Диск считается одним из лучших в истории группы, его часто включают в число «классических» для «Арии». На песню «Улица роз» снят первый в истории группы видеоклип. Первой для альбома готовилась песня «Каменный город», но в итоге от неё не осталось записи.
В течение 1987-88 годов Ария совершает гастрольный тур по всему СССР и первую поездку за рубеж, в Германию, где выступает на фестивале «Дни Стены» в Берлине. Газеты называют Арию «русским Iron Maiden» и «казаками с гитарами».
28 января 1988 года в эфире телепрограммы «Взгляд» показан видеоклип на песню «Позади Америка».
Осенью 1988 года группа участвует с песней «Улица Роз» в отборочном туре телевизионного фестиваля «Песня-88», её выступление показывают по Первой программе Центрального телевидения, но в итоге в финал она не прошла. 20 октября 1988 группа выступает в концерте в рамках программы выставки «Италия-2000» (где участвовали также Джанни Моранди, Лучо Далла, Риккардо Фольи, Антонелло Вендитти).
Тем временем происходит очередной внутренний конфликт, отчасти из-за финансовых вопросов (группа, включая весь техперсонал, получала лишь четверть от концертных доходов, три четверти забирал себе Векштейн), отчасти из-за того, что делать дальше. Кипелова и Маврина устраивает существующее положение; Удалов говорит, что стилистика «Арии» устарела и группа занимается «выкачиванием денег», когда требуются кардинальные перемены; Холстинин и Дубинин, накопившие авторский материал, настаивают на записи нового альбома. Векштейн же организует непрерывные гастроли; заметив снижение интереса публики к металлу, он говорит, что новый альбом в том же духе, что и предыдущие, делать смысла нет — нужно менять музыку на более коммерчески востребованную. После гастролей в Болгарии, прошедших летом 1988 года, группа предъявляет менеджеру претензии и заявляет, что собирается уйти. Векштейн соглашается пойти на уступки, и вопрос о смене менеджера на некоторое время «повисает в воздухе».
В октябре 1988 года Удалов покидает «Арию», вместо него приглашают Александра Манякина. Холстинин и Дубинин, настроенные на уход от Векштейна, демонстрируют Кипелову и Маврину свои наработки для нового альбома и, по сути, ставят коллег перед выбором: либо все вместе уходят от Векштейна и делают новую программу, либо они уйдут вдвоём и унесут новый материал с собой. Кипелов, по собственным словам, решает не разваливать группу, в результате музыканты в полном составе уходят к новому менеджеру, Юрию Фишкину, который параллельно продолжает работать с группой «Автограф». Поскольку на две группы у Фишкина был только один комплект аппаратуры, группы выступали сначала в концертах из двух отделений, по отделению каждая, затем стали играть полные концерты по очереди. В 1989 году «Ария» выпускает альбом «Игра с огнём». Тираж альбома на грампластинках составил 850 000 экземпляров. Так как Виктор Векштейн сохранил формальные права на название, группа выступает как «Ария-89». Однако Виктор так и не предъявил группе претензий на название, а через год погиб.
В начале 90-х годов из-за экономического кризиса группа испытала спад в своей деятельности, резко снизив количество концертов. Музыканты вынуждены искать дополнительные источники заработка. Кипелов в этот период подрабатывал сторожем, Холстинин — частным извозом. В 1990 году Дубинин и Маврин подписывают контракт с группой «Lion Heart» и на время уезжают в Мюнхен (в составе группы их заменяли сессионные Горбатиков и Булкин), но возвращаются в группу в августе. После празднования пятилетнего юбилея и нескольких живых концертов группа начинает работать над своим пятым альбомом «Кровь за кровь», который был выпущен в 1991 году.
В 1994 году была основана собственная студия «ARIA Records» и подписан пятилетний контракт с компанией «Moroz Records». На этом лейбле летом 1994 года были переизданы первые пять альбомов группы, включая ранние, неизданные «Мания величия» и «С кем ты?». Оформление альбомов выполнил художник Василий Гаврилов.

#### «Смутное время»: второй раскол (1994—1995)
В сентябре 1994 года был совершён двухнедельный тур по Германии в семи городах, включая выступление в берлинском Hard Rock Cafe. По вине организаторов тур прошёл в ужасных условиях и не принёс «арийцам» ни копейки. Скандал с организаторами вылился и во внутренний конфликт в группе.
После окончания тура Валерий Кипелов по предложению Грановского начал выступать в клубах с группой «Мастер». Дубинин и Холстинин пригласили в качестве вокалиста для записи нового альбома Алексея Нелидова, но тот через некоторое время отказался. В декабре Алексей Булгаков (вокалист и лидер «Легиона») пробовался как замена Кипелову. По версии Холстинина, Кипелов фактически покинул группу, перестал появляться на репетициях и записи альбома в студии, что вынудило искать ему замену. Сам Кипелов позже говорил, что занялся подработкой с «Мастером» исключительно из-за финансовых проблем, из группы уходить не собирался, о чём и заявил коллегам, когда впервые услышал о попытках найти ему замену. Лишь позже, узнав, что без его ведома Холстинин и Дубинин продолжают работать с Булгаковым, которого уже представляют как нового вокалиста «Арии», Кипелов перестал с ними общаться.
В январе 1995 года Сергей Маврин покинул коллектив, заявив, что отказывается продолжать выступления без Кипелова. На место Маврина, сначала как сессионный музыкант, был приглашён Сергей Терентьев, впоследствии ставший постоянным членом группы.
Кипелов и Маврин несколько месяцев выступали вдвоём с программой «Назад в Будущее» с кавер-версиями песен иностранных рок-групп (Slade, Black Sabbath и др.), а также песнями «Арии». Существует бутлег одного из таких концертов.
Отношения «Арии» с Булгаковым не сложились, и к лету 1995 года в группе снова встал вопрос о вокалисте. Кроме того, в Moroz Records посчитали, что после длительного перерыва очередной альбом «Арии» будет коммерчески успешным только при условии, что петь на нём будет Кипелов. По официальной версии, владелец компании Александр Морозов пригрозил музыкантам финансовыми санкциями за срыв контракта, после чего летом 1995 года Кипелов записал вокальные партии для нового альбома «Арии» «Ночь короче дня», вышедшего в сентябре 1995 года. Запись прошла хорошо, отношения между музыкантами стали восстанавливаться. Кипелов получил от Холстинина предложение о воссоединении с группой. Вопрос о возвращении Маврина не ставился — его место было занято Терентьевым. У Маврина и Беркута в это время планировался проект, связанный с длительным выездом в США (в итоге так и не осуществившийся), так что Кипелов согласился вернуться в «Арию». Осенью «Ария» провела серию концертов в московском регионе с Сергеем Задорой в качестве нового менеджера, записав концертный альбом «Сделано в России», ставшим лидером чартов.
В 1997 году Кипелов и Маврин вновь объединили усилия, записав в дуэте альбом «Смутное время», в котором принял участие Алик Грановский. Дубинин и Холстинин тогда же записали свой собственный, названный «АвАрия», содержащий две новые песни и кардинально переаранжированные старые хиты, где Виталий принял участие также и в качестве вокалиста. Любопытно, что, по воспоминаниям музыкантов, оба альбома писались одновременно в одной студии.

### Состав с Терентьевым (1995—2002)
Сергей Терентьев, сначала просто заменявший Маврина, вскоре закрепился в постоянном составе группы и начал активно писать песни. В 1998 году Ария выпустила «Генератор зла», где впервые присутствовали песни Терентьева и впервые не были указаны продюсеры (продюсерами предыдущих альбомов были Дубинин и Холстинин). Тур в поддержку альбома едва не был сорван из-за аварии, в которую попал ударник Манякин, сломавший в ней руку, поэтому в течение полугода его заменял Максим Удалов.
Тогда же на группу обратил внимание главный режиссёр-постановщик Московского молодёжного театра Вячеслав Спесивцев и предложил в качестве музыкального сопровождения к спектаклю «Чайка по имени Джонатан» по повести-притче Ричарда Баха «Чайка по имени Джонатан Ливингстон» использовать композиции «Арии», обозначив тем самым совершенно новый подход к раскрытию этого произведения. 24 октября 1998 года состоялась премьера спектакля.

Они стали частью драматургии. Что не досказал Ричард Бах, досказала «Ария», и наоборот, что в «Арии» хочется продолжать, — это Ричард Бах. Они друг друга дополнили и стали единой драматургией спектакля.— Вячеслав Спесивцев

Мы готовы были к тому, что музыка группы может звучать на концертах, или как заставка в компьютерной игре, или в фильме, но вот что театр поставит спектакль полностью из наших песен, — это для нас было очень удивительно и приятно.— Владимир Холстинин

Мне казалось, что это будет не очень органично, но, придя на спектакль и посмотрев, как это здорово всё получилось, своё мнение я поменял в корне, и в общем с интересом и удовольствием смотрел этот спектакль.— Виталий Дубинин
В 1999 году вышла книга «Ария. Легенда о Динозавре», её авторы — Дилан Трой, Маргарита Пушкина и Виктор Троегубов — попытались написать «реалистичную» биографию группы; повышенное внимание уделялось конфликтам между музыкантами и разнообразным курьёзам. В 2002 году в книге «Ария Маргариты» Маргарита Пушкина описала своё видение истории группы и поделилась подробностями создания текстов «арийских» песен.
До конца 1990-х годов песни «Арии» редко транслировались по центральным радиостанциям и телеканалам. Прорыв произошёл весной 1998 года, после выхода альбома «Генератор зла», в поддержку которого был выпущен видеоклип «Отшельник». Этот видеоклип попал в ротацию на телеканал «Муз-Тв» и возглавлял хит-парад данного телеканала несколько месяцев.
В 1999 году с песней «Беспечный ангел» началась регулярная ротация «Арии» на радиостанции «Наше радио» во главе с Михаилом Козыревым. В 2000 году сингл «Потерянный рай», также принёс группе успех в чарте «Нашего радио», а клип на эту песню впервые вывел группу на канал MTV Россия. Общий формат как «Нашего радио», так и MTV Россия был ориентирован на широкий круг слушателей и в целом был весьма далёк от рок-музыки 80-х, в стиле которой группа продолжала играть. Тем не менее, ротация на этих медиаресурсах позволила группе снова добиться популярности и приобрести поклонников среди нового поколения слушателей.
В это время «лицом» группы стал Валерий Кипелов, дававший интервью от имени всего коллектива. В 2001 году Ария выпустила альбом «Химера», на обложке которого впервые появляется талисман группы — Жорик, придуманный художником Лео Хао. Песни «Штиль», «Небо тебя найдёт» и «Осколок льда», сразу же попадавшие в ротацию радиостанций, повторили успех «Потерянного рая». В поддержку альбома Ария провела тур с участием Удо Диркшнайдера в качестве гостя. Группа стала хедлайнером фестиваля «Нашествие-2001», где выступала вместе с симфоническим оркестром «Глобалис» Константина Кримца, дирижёра, известного оригинальной внешностью и экспрессивным поведением, подходящими для рок-шоу. В 2002 году группа совершила тур с «Глобалисом», который получил название «Классическая Ария».

#### «Судный день» (2002)
По словам Валерия Кипелова, нездоровая атмосфера в группе была уже во время записи альбома «Химера», где каждый автор записывал и сводил свои песни отдельно.
К концу 2001 года напряжение во взаимоотношениях между музыкантами группы вылилось в открытый конфликт.
Весной 2002 года Кипелов предложил Дубинину и Холстинину на время приостановить деятельность группы и заняться сольным творчеством. Те отказались, так как материал для нового альбома был уже почти готов. Тогда Кипелов отказался от участия в записи альбома, а в интервью Дубинина и Холстинина «Нашему радио», прозвучали слова: «Если на новом альбоме „Арии“ не будет петь Кипелов — там будет петь другой вокалист». Сергей Терентьев, Александр Манякин и менеджер группы Рина Ли поддержали Кипелова, выступив против двух лидеров группы и продюсеров Юрия Соколова и Сергея Шуняева. Дубинин и Холстинин, в свою очередь, обвинили Кипелова в срыве записи альбома и издания старых альбомов в Германии, а также менеджера группы Рину Ли — в том, что она подбила Терентьева и Манякина на разрыв с группой.
В СМИ активно обсуждался вопрос о правах на название «Ария» и о том, будет ли оно после раскола использоваться одной из сторон, или и те, и другие будут выступать под новыми названиями. Кипелов в интервью заявлял о неком «джентльменском соглашении» о том, что никто не будет использовать его в дальнейшей карьере. Он также приписывал коллегам планы выступать под названием «Химера», в честь последнего альбома. Дубинин и Холстинин категорически отвергали такие намерения, настаивая, что права на название принадлежат им, и что этот вопрос был урегулирован — по словам Дубинина «мы с ним решали какие-то вопросы, касающиеся названия, Валера был в курсе всего». «На переговорах у Шуняева мы предложили Валере стать совладельцем названия». Группа под названием «ХимерА» действительно была основана в 2002 году при поддержке Александра Елина и «арийцев», но никто из них никогда не выступал в её составе. В то же время вокалист «Химеры», Андрей Храмов, провёл один концерт с Дубининым, Холстининым и Удаловым, исполняя «арийские» песни.
Последним релизом старого состава был альбом редких треков и каверов «Штиль». В июле-августе прошёл прощальный тур группы «Зелёная миля». После финального концерта 31 августа 2002 года в Лужниках, который получил название «Судный день» (что дало имя произошедшему расколу), Кипелов, Терентьев и Манякин покинули «Арию». На следующий день, включив в свой состав Сергея Маврина и Алексея Харькова, они объявили о создании новой группы под названием «Кипелов». Холстинин предпринял в сентябре попытку вернуть Кипелова в группу, Валерий приходил в студию на переговоры, но отказался воссоединяться без Терентьева и Манякина, которые не были приглашены.

Валерий Кипелов в интервью журналу Босс: 

Да, но я хотел бы сказать несколько слов о последних переговорах. Пригласили одного меня — ни Терентьева, ни Манякина не посчитали нужным позвать: они, мол, отрезанные ломти. Мне не очень нравится такой подход. Я всегда считал, что надо собраться всей группой и честно поговорить, выяснить наши отношения.
Это первое. Второе. Между нами до последнего времени было соглашение, что ни одна из групп не берет название «Ария». Их проект «Химера» не я же придумал, подобное прямо вытекало из наших договорённостей…
Теперь меня ставят перед фактом, что есть группа «Ария» и я должен определиться, работаю в ней или нет. Но ведь наши поклонники прекрасно понимают, что ни мы, ни они — не «Ария». Другая сторона этого понять, к сожалению, не хочет.
.

### Состав с Беркутом (2002—2011)
Несмотря на слухи о прекращении существования группы, 9 ноября 2002 года был оглашён новый состав «Арии». Бывший музыкант «Мастера» Сергей Попов стал вторым гитаристом, Артур Беркут (экс-«Автограф», экс-«Маврин») был приглашён в качестве нового вокалиста, в «Арию» также снова, но уже насовсем, пришёл барабанщик Максим Удалов. 5 декабря «Ария» выпустила сингл «Колизей», предшествовавший альбому «Крещение огнём». Релиз стал успешным, песни «Колизей», «Там высоко» и «Крещение огнём» достигли первых мест в рок-чартах. Также был снят клип на песню «Колизей», транслировавшийся по MTV Россия и дошедший до первого места в хит-парадах канала. Однако часть старых фанатов не приняла смену вокалиста, считая, что голос Беркута не соответствует музыке «Арии».
Беркут и Холстинин приняли участие в «Эльфийской рукописи» (2004 г.), метал-опере группы «Эпидемия». Артур сыграл роль Ирдиса, эльфийского волшебника, в то время как Владимир сыграл на мандолине и выступил в роли продюсера оперы. В 2007 году Артур снова исполнил партию Ирдиса в продолжении оперы, «Эльфийская рукопись: Сказание на все времена», а также спел дуэтом с Кипеловым в проекте Маргариты Пушкиной «Династия посвящённых».
В 2005-06 годах Ария отметила свой двадцатилетний юбилей новым концертным туром, совместно с группой «Маврин». Бывшие участники группы были приглашены для участия в праздничном концерте в Лужниках. «Мастер» и Сергей Маврин откликнулись на приглашение, Кипелов же отказался из-за плотного графика собственного тура. За этот тур в 2007 году Ария была удостоена премии журнала Fuzz в номинации «Лучшая Live-группа года». «Юбилейная» версия песни «Воля и разум», записанная с участием Константина Кинчева, Вадима и Глеба Самойловых, Юрия Шевчука, Вячеслава Бутусова, а также Маврина и автора песни Большакова, добралась до первых строчек в «Чартовой дюжине».
В это же время музыканты подписали долгосрочный контракт с лейблом CD-Maximum, который, по их словам, предоставил более выгодные условия чем Moroz Records, с которым они сотрудничали последние десять лет. Следующий альбом «Арии», «Армагеддон», вышел в сентябре 2006 года. Для его создания группа пригласила двух новых авторов текстов — Нину Кокореву и Игоря «КЭШ» Лобанова (вокалист альтернативной группы Слот), а Беркут дебютировал как композитор. Песни «Чужой» и «Свет былой любви» возглавили «Чартову дюжину».
В 2006—2007 году Ария провела концертный тур «Пляска ада» посвящённый альбому «Армагеддон». Во время исполнения песни «Кровь королей» было шоу с участием каскадёров и Артура Беркута.
В 2007—2008 году Ария провела концертный тур, посвящённый 20-летию альбома «Герой асфальта». На заключительном концерте тура в Москве и Санкт-Петербурге приняли участие Кипелов и Маврин в качестве гостей (в том же году этот концерт был выпущен на DVD и CD). В октябре 2008 года стартовал тур «Дай жару» (20 октября 2008 г. в Казани), в котором прозвучали давно не исполнявшиеся и вообще не звучавшие вживую песни.
В 2009—2010 годах музыканты начали сочинять песни для нового альбома, который вышел 5 октября 2011 года. В ожидании альбома был выпущен сингл «Поле битвы».
В честь двадцатипятилетия группы в 2010 году был организован концерт «Ария Фест», на котором собрались все члены «семейки Арии».
27 июня 2011 г. было заявлено об увольнении Артура Беркута из группы. Ещё до этого заявления ходили слухи о возможном возвращении Валерия Кипелова, которые позже не подтвердились. Валерий Александрович заявил, что в Арию он не вернётся; также опроверг слухи о своём приходе в «Арию» Максим Самосват, которого приглашали на прослушивание. Виталий Дубинин позже сообщил, что вопрос о воссоединении обсуждался с Кипеловым два года назад, но тот отказался покинуть свою группу. Дубинин также сказал, что музыканты были вынуждены расстаться с Беркутом, поскольку для исполнения песен для нового альбома им потребовался вокалист несколько иного плана. Сам Беркут в интервью заявил, что для него самого сообщение об увольнении стало новостью, что ни конфликтов с основателями группы, ни каких-то «дисциплинарных» поводов для его увольнения не было. По его мнению, замена вокалиста готовилась давно, и то, что его не поставили в известность об этом, было, «мягко говоря, не по-дружески». Последний концерт с участием Беркута, «Бой продолжается», состоялся 31 августа, в арт-клубе «Планетарий», в Рязани.

### Состав с Житняковым (с 2011)

#### 2010-е годы
13 мая 2011 года умирает Рина Ли, директор группы в 1998—2002 годах. Ли называют основной причиной раскола группы в 2002 году и возникновения на её базе группы «Кипелов».
26 июля 2011 года было объявлено, что новый альбом будет называться «Феникс», а тур в его поддержку начнётся 15 октября. Песня «Поле битвы», выпущенная на сингле в 2009 году, в альбом не войдёт. Многими название альбома было воспринято как привязанное к событиям в группе (группа продолжит существовать без Беркута), а многими — как «символ возвращения» (имеется в виду Валерий Кипелов). Некоторые сочли название продолжением «Армагеддона» (после Армагеддона человечество возродилось). Сам Холстинин отрицает связь названия альбома с событиями в группе:

Песни для нашего нового альбома были отрепетированы и даже большей частью записаны ещё до перемен.
Дело в том, что в юности мы с Виталием Дубининым вместе фанатели от группы Grand Funk Railroad, у которой в 1972 году вышел потрясающий диск Phoenix. Мы переиграли огромное количество песен Grand Funk и всегда мечтали приблизиться к своим кумирам. Поэтому, когда Виталий с Маргаритой Пушкиной написали песню «Феникс», название альбома было предрешено.— Комсомольская правда
Интрига по поводу нового вокалиста Арии, участвующего в записи альбома разрешилась 16 сентября 2011 года. Им стал Михаил Житняков (экс-вокалист группы «Гран-КуражЪ»), о чём было объявлено в студии «Нашего радио». Также в эфире прозвучала студийная версия песни «Бои без правил» (из грядущего альбома «Феникс») с вокалом Михаила, и была исполнена песня «Штиль» (альбом «Химера» 2001 года) под аккомпанемент двух акустических гитар.
Сам Михаил, будучи ещё в составе группы «Гран-КуражЪ», записал кавер-версию на неизданную композицию «Вулкан» группы «Ария», для трибьют-альбома «A Tribute to Ария. XXV». Авторами песни являются Виктор Векштейн и поэтесса Любовь Воропаева.
1 марта 2012 года на официальном сайте группы было объявлено о выходе альбома «Live in Studio» со старыми песнями, заново исполненными новым вокалистом, Михаилом Житняковым. 1 апреля 2012 года на лейбле CD Land вышел альбом «Live in Studio», автограф-сессия состоялась в гипермаркете АШАН Гагаринский в 14.00. Однако в Интернете альбом появился 28 марта, а в некоторых магазинах — 26 марта.
В апреле 2012 года группа отправилась в турне по городам Германии, а после возвращения на Родину, выступила впервые обновлённым составом в Москве в клубе «Arena Moscow» 14 апреля 2012 года и в Санкт-Петербурге в клубе «ГлавКлуб» 21 апреля 2012 года. На московском концерте велась видеосъёмка официального DVD. 31 октября 2012 года группа анонсировала выход DVD и концертного альбома под названием «В жёлтом круге арены» на конец ноября 2012 года.
28 января 2013 года группа объявила о своём намерении в судебном порядке запретить Артуру Беркуту использовать в своих концертах и записях материал группы «Ария» за авторством Виталия Дубинина, Владимира Холстинина, Маргариты Пушкиной, Сергея Попова и Сергея Терентьева. Причиной такого решения стало то, что Беркут, по словам группы, сольно исполнял песни «Арии» на своих концертах без разрешения правообладателей.
В июне 2013 года группа приняла участие на рок-фестивале «Остров» в Архангельске.
23 августа 2013 года группа приняла участие в XVIII Международном байк-шоу «Севастополь — Сталинград» в Волгограде.
9 ноября группа провела «Ария-фест» — метал-фестиваль, на который были приглашены как русские группы (Чёрный Обелиск, Catharsis), так и иностранные (Rage, Sirenia и Symfomania).
В ноябре и декабре 2013 года группа впервые выступила в США и Канаде. Выступления прошли в Нью-Йорке (29.11.2013), Бостоне (30.11.2013), Торонто (01.12.2013).
9 августа 2014 года группа снова выступила на XIX «Триумфальном» Байк-шоу в Севастополе.
В конце ноября 2014 года группа выпустила очередной альбом «Через все времена», этот альбом стал уже двенадцатым по счёту. Михаил Житняков в новом альбоме дебютировал как композитор, написав, в соавторстве с Виталием Дубининым, музыку к песне «Точка невозврата». Новый альбом был выпущен лейблом М2БА 25 ноября 2014 года. С этого дня альбом был доступен в музыкальном магазине iTunes и 27 ноября вышел на физических носителях.

5 ноября 2014 стало известно, что Владимир Холстинин вынужден временно приостановить своё участие в группе из-за проблем со здоровьем, а его место временно займёт Михаил Бугаев. Об этом он объявил в своём обращении:
Дорогие друзья!
Я сейчас прохожу курс лечения в клинике и не смогу участвовать в
ближайших концертах. Временно мое место на сцене будет занимать гитарист группы Гран-КуражЪ Михаил Бугаев. Надеюсь он вам понравится и вы поддержите его. Обещаю в скором времени вернуться в строй.
Весной 2015 года состоялся тур «Через все времена» в поддержку недавно вышедшего альбома. Владимир Холстинин поправил здоровье и вернулся в группу.
18 мая 2015 года вышел новый клип на песню «Точка невозврата». 23 июля того же года состоялся концерт группы «Котёл истории» в варочном цехе Московской пивоваренной компании. Летом 2015 года прошёл очередной фестиваль АРИЯ ФЕСТ. 28-29 ноября группа отметила своё 30-летие шоу АРИЯ ФЕСТ 2015. Выступление АРИИ с симфоническим оркестром в рамках АРИЯ ФЕСТа 2015 позже было выпущено на DVD.
В 2016 году исполнилось 25 лет альбому «Кровь за кровь», именно к этой дате был приурочен гастрольный тур группы.
В апреле 2016 года вышел DVD «Классическая Ария», запись аншлагового концерта группы при участии симфонического оркестра «Глобалис» под управлением шведского дирижёра Ульфа Ваденбрандта, записанный на видео 29 ноября 2015 года в Москве в концертном зале «Stadium Live».
Летом 2016 года АРИЯ ФЕСТ впервые прошёл в формате опен-эйр, с использование пиротехники, огня и дымовых установок. На сцене Зелёного театра парка Горького выступили группы Арктида, СЛОТ, Hippy Chaos, королева немецкого хэви-металла Доро Пэш, а также легендарное трио KRUIZ, музыканты которого вновь собрались вместе спустя более чем 20 лет специально для этого выступления.
26 ноября 2016 года в столичном клубе Stadium Live прошёл традиционный осенний АРИЯ ФЕСТ.
Также в ноябре 2016 был выпущен DVD с записью первого дня концерта в честь тридцатилетия «Арии», прошедшего в рамках празднования юбилея на ARIA FEST 2015. Аншлаговый концерт был записан на видео 28 ноября 2015 года в Москве в концертном зале «Stadium Live».
С февраля 2017 года Ария отправилась в тур с симфоническим оркестром под названием «Классическая Ария». Проект «Классическая Ария» был возрождён с оркестром «Глобалис» в ноябре 2015 года в рамках празднования 30-летия «Арии» в Москве. Он был записан и выпущен на DVD, став восьмым концертным релизом Арии.
Кроме «Классической Арии», группа с 21 марта отправилась в гастрольный тур «Для слабых места нет!», сет-лист которого составлялся с помощью голосования на официальном сайте группы. Осенью группа продолжила свой гастрольный тур с программами «Для слабых места нет» и «Классическая Ария», а в декабре, впервые с 2010 года, отыграла новогодние концерты в Москве и Санкт-Петербурге.
С февраля по апрель 2018 года группа продолжила свой гастрольный тур «Классическая Ария» с симфоническим оркестром, который завершился 24 апреля концертом в Воронеже.
Летом группа традиционно играет на фестивалях.
Ещё в 2017 году стало известно о работе группы над новым альбомом, релиз которого намечен на осень 2018 года.
В пятницу 13 июля 2018 года Виталий Дубинин сообщил на своей странице «В Контакте» об окончании записи альбома, который должен выйти в ноябре 2018 года, и будет называться «Проклятье морей».
12 сентября 2018 был представлен первый сингл из грядущего альбома, «Гонка за славой» (автор музыки — Виталий Дубинин, текста — Александр Елин; сведение осуществил известный американский продюсер и гитарист Roy Z, работавший с Bruce Dickinson, Rob Halford, Judas Priest, Sepultura, Sebastian Bach и многими другими артистами; мастеринг — Maor Appelbaum (Yngwie Malmsteen, Lita Ford, Faith No More, Rob Halford, Yes)).
13 октября группа представила второй сингл, «Варяг», из грядущего альбома, авторами песни выступили Владимир Холстинин (музыка) и Игорь Лобанов (текст).
Концерт-презентация в поддержку альбома прошёл 30 апреля 2019 года.
13 ноября 2018 года на лейбле М2БА вышел новый альбом группы «Проклятье морей». Альбом доступен как в цифровой версии, так и в формате CD и 2LP.
«Альбом получился во многом экспериментальным, — говорит вокалист АРИИ Михаил Житняков. — В альбоме будут как традиционные для группы песни, так и несвойственные „Арии“. Кроме того, среди наших авторов появился новый человек, который ранее не писал для группы — он работал над одной из песен с Владимиром Холстининым».
17 декабря на официальном канале группы на YouTube была опубликована профессиональная запись новогоднего концерта группы в 2017 году.
4 февраля 2019 года вышел новый клип группы на песню «Убить дракона».
Весной группа отправилась в гастрольный тур в поддержку нового альбома. 30 апреля 2019 года в Москве состоялась масштабная презентация тринадцатого студийного альбома группы Ария — «Проклятье морей». Концерт прошёл на площадке ВТБ Арена. Данный концерт снимался на множество камер, и осенью вышел концертный альбом. Релиз альбома состоялся в пятницу 27 сентября 2019 года на лейбле М2БА. Альбом под названием «Гость из царства теней» доступен как в цифровом варианте, так и в формате DVD+2CD.
Летом группа традиционно играла на летних фестивалях, в том числе и зарубежных. Осенью продолжился тур «Проклятье морей». Новый год группа встретила своими традиционными новогодними концертами.

#### 2020-е годы
В 2020 году группе «Ария» исполнилось 35 лет. Группа обещала особую программу к гастрольному туру, который должен был стартовать уже в феврале и получить название «Замкнутый круг». Из-за пандемии коронавируса группе пришлось отменить или перенести на лето часть концертов весеннего тура, однако в апреле группа отыграла два онлайн-концерта, первый транслировался на видеосервисе Wink и канале «Всё ТВ», а второй на сервисе Okko. На осень планировался грандиозный проект — тур «Гость из Царства теней», но из-за продолжающейся пандемии коронавируса его пришлось перенести на весну 2021 года.
Летом 2020 года на официальном канале группы на YouTube начал выходить проект к 35-летию группы под названием «Через все времена», в котором участники группы вместе с ведущим Михаилом Бугаевым вспоминают самые знаковые моменты всех пятилеток истории группы. В октябре «Ария» перезаписала два старых альбома — «Крещение огнём» и Армагеддон, записанных с вокалистом Артуром Беркутом. Причиной такого шага стало желание сделать пластинки доступными для слушателя, так как из-за проблем с авторскими правами они отсутствовали на популярных сервисах. Релиз обновлённых альбомов состоялся 16 октября 2020 года.
13 декабря Ария отыграла онлайн концерт в студии «Твой новый мир», который транслировался на официальном YouTube-канале группы. В концерте также приняли участие бывшие музыканты группы — Сергей Терентьев, Сергей Маврин и Артур Беркут. На концерте произошёл скандал: Дубинин публично и в нецензурной форме оскорбил Житнякова. 31 декабря выступили в новогодней программе «Новогодний квартирник НТВ у Маргулиса». Совместно с Ритой Дакотой и Теоной Дольниковой исполнили песню «Позади Америка» в новой, более современной и жёсткой обработке.
В январе 2021 года на официальном YouTube канале группы была опубликована запись юбилейного концерта в Екатеринбурге. Концерт проходил 2010 году, в рамках которого приняли участие коллективы музыкантов, когда-то выступавших в составе Арии, а именно: Мастер, Маврин, Артерия и Кипелов. Вокалистом Арии на тот момент был Артур Беркут. И уже весной группе и лейблу М2БА удалось подписать договор с Артуром Беркутом на выпуск всех релизов с его участием для их размещения на цифровых сервисах. И в течение весны-лета 2021 года на цифровых площадка появились все обещанные релизы.
3—4 сентября группа отыграла два больших юбилейных концерта. Изначально планировался один масштабный концерт ещё в 2020 году, но из-за ограничений связанных с пандемии коронавируса концерт несколько раз переносился и в итоге предстал именно в таком видео. Две разные программы к своему 35-летию (или 36-летию) Ария представила 3 и 4 сентября. В первый день группа, как и обещала, показала «Гостя из царства теней» с добавкой в виде специальных гостей, а во второй день была уже другая программа преимущественно из старых композиций, хотя без пересечений с первым днём не получилось, некоторые песни звучали оба дня. В обоих концертах приняли участие бывшие музыканты группы — Сергей Терентьев, Сергей Маврин и Артур Беркут.
В сентябре 2021 года группа совместно с лейблом М2БА выпустили концертный альбом «XX лет»! Поклонники Арии неоднократно обращались к группе с вопросом, будет ли когда-нибудь этот концерт выпущен, как официальный релиз. На концерте велась видеосъёмка, но она так и не была смонтирована компанией, которая её осуществляла. А вот аудиозапись велась самой группой и находилась все эти годы в архиве Арии. И вот, после урегулирования всех юридических вопросов, альбом «XX лет» наконец-то увидел свет. Альбом доступен как в цифровом варианте так и в формате 2CD.
В 2022 году группа проводит тур «Гость из Царства теней» по городам России и ближнего зарубежья, весной группа играла в городах Урала, Сибири и Дальнего востока, а осенью в европейской части страны. В рамках этого тура на некоторых концертах были и специальные гости, а именно бывшие музыканты группы, Артур Беркут и Сергей Маврин. Летом группа традиционно играла на музыкальных фестивалях. В июне 2022 года вышел сольный альбом Виталия Дубинина «Бал-Маскарад». В феврале 2023 года вышел мини-альбом дополнение «Бал-Маскарад. Постскриптум», а 28 апреля вышла концертная версия альбома «Live-Маскарад» из 7 композиций.
1 декабря 2022 года умер композитор и органист Кирилл Уманский. «Ария» сотрудничала с ним больше 20 лет, первый итог работы был представлен в 2001 году на фестивале «Нашествие». Уманский принимал активное участие в создании симфонических аранжировок для «Классической Арии».
23 декабря 2022 года Ария и лейбл М2БА представили сборник Ballads из 15 баллад в исполнении всех трёх вокалистов группы, который охватывает всю историю коллектива. В феврале 2023 года Ария на частном выступлении сыграла со своим бывшим барабанщиком Александром Манякиным.
11 июня 2023 года на 60-м году жизни умирает Сергей Шуняев, организатор многих проектов группы, с которым «Ария» сотрудничала 25 лет. Шуняев был сопрезидентом российской компьютерной компании «Белый ветер» в 1997—2002 годах и основателем, президентом компании RoverComputers c 2002 года и до конца жизни. 23 июня 2023 года вышла анимационная сказка «Пока горит большая свечка» из цикла «Сказки Лисьего острова» Татьяны Бадаловой; каждый музыкант группы озвучил один из пяти отрывков сказки.
С марта по декабрь 2023 группа выступает в туре «Гость из царства теней». А летом играла на различных музыкальных фестивалях, таких как «Улетай», «Форт НовоРок», «Ветер Сибири» и другие. 23 октября группа сообщила о коллаборации с одной из самых масштабных видеоигр про морские сражения «Мир кораблей». В рамках сотрудничества в игру будут добавлены образы музыкантов, эксклюзивный дизайн корабля в стиле Арии, а также коллекция уникальных предметов и видео от группы.
В конце декабря 2023 года бывший гитарист «Арии» Андрей Большаков вернулся в музыку и объявил о создании супергруппы «Воля и разум», в репертуар которой войдут песни «Арии», написанные им. 31 декабря 2023 «Ария» выступила в новогодней программе «Новогодний квартирник НТВ у Маргулиса», совместно с Ларисой Долиной и Верой Шпак Ария исполнила песню «Улица роз».
В январе 2024 года, спустя более 36 лет после выхода альбома «Герой асфальта» (1987), группа в рамках коллаборации с компьютерной игрой «Мир танков» представила клип на заглавную песню альбома. Весной 2024 года группа отправилась в тур с программой «Это Рок». Основой концертных программ этого тура стали редко исполняемые и незаслуженно забытые композиции всех периодов, также особенностью тура станет то, что все выступления пройдут на клубных площадках, без сидячих залов.
25 мая 2024 года вышел выпуск передачи «Квартирник у Маргулиса», в котором басист группы Виталий Дубинин представит программу своего сольного альбома «Бал-Маскарад» (2023). 13 июня 2024 года лейбл «М2БА» выпустит первый бокс-сет в истории группы на компакт-дисках. Антология включает все 13 номерных альбомов группы, существующих на момент выпуска. Бонусом в релизе представлены альбомы-перезаписи «Крещение огнём. Перезагрузка» и «Армагеддон. Перезагрузка», ранее не выходившие на CD. Звук альбомов от «Мании величия» (1985) до «Феникса» (2011) ремастирован специально для CD-издания. Из-за проблем с авторскими правами «Ария» не могла осуществить подобное издание ещё с 1990-х годов.
13 сентября 2024 года группа выпустила новый концертный альбом "Гость из царства теней. ". Альбом вобрал в себя все знаменитые хиты «Арии», а в исполнении ряда композиций приняли участие специальные гости и симфонический оркестр «Глобалис». В этот же день на официальном канале группы на YouTube вышло концертное видео, снятое на шоу 21 октября 2023 года на московской «ВТБ Арене».
Новый год группа встречала своими традиционными концертами со специальной программой из редких и необычных для группы песен. В этот раз Ария помимо концертов в столице играла и в других городах.
20 февраля 2025 года в аудио- и видеоверсиях был представлен очередной концертный альбом коллектива «Это рок», записанный 17 и 18 октября 2024 года в петербургском клубе Jagger при проведении одноимённого тура редко исполняемых композиций.
На весну 2025 года группа анонсировала первую часть выступлений в честь своего сорокалетия — международный тур, в рамках которого отыграет концерты в городах Анталья, Белград, Лимасол, Ереван, Дубай, Ташкент, Бишкек, Алма-Ата, Астана, Караганда. 14 марта басист группы Виталий Дубинин анонсировал публикацию книги своей автобиографии «Это серьёзно и несерьёзно», написанной им в соавторстве с журналисткой Татьяной Винокуровой. В издание войдёт музыкальный путь автора, включая его перипетии в «Арии». 1 мая группа высказала соболезнования в связи со смертью в Бельгии на 64-м году жизни своего экс-ударника Игоря Молчанова, отметив его вклад в создание альбома коллектива «С кем ты?» (1986). 30 мая «Ария» представила новую песню «Гордиев узел» из готовящегося студийного альбома, а также видеоклип на данную композицию.
13 июня группа объявила о старте предзаказов на приобретение своего четырнадцатого студийного альбома, который выйдет в день 40-летия коллектива — 31 октября 2025 года. 27 июня композиция группы «Гордиев узел» достигла первого места в хит-параде «Чартова дюжина» станции «Наше радио», а 23 июля был представлен короткометражный документальный фильм о создании клипа группы на песню «Гордиев узел». С 23 августа по (предварительно) 15 октября группа продолжит юбилейный тур, теперь выступив по городам России, начав с Калининграда. Затем коллектив посетит города Дальнего Востока и Сибири — Магадан, Южно-Сахалинск, Благовещенск, Хабаровск, Томск, Красноярск и другие. В туре прозвучат новые композиции из предстоящего альбома.

## Вклад в музыку
«Ария» стала первой общенационально известной и коммерчески успешной метал-группой в СССР и России. По опросам, «Ария» входит в десятку самых известных рок-групп России. Успех «Арии» в немалой степени способствовал развитию соответствующего направления «тяжёлой» музыки в России. «Ария» — одна из немногих российских рок-групп, известных и гастролирующих за пределами бывшего СССР.

### Стиль
Основным жанром «Арии» является традиционный хеви-метал в его «английской» школе («классический хеви-металл британского розлива», по выражению Дубинина): «галоповые» гитарные риффы, высокий пронзительный вокал, продолжительные гитарные соло. Группа начинала играть, подражая таким классикам метала, как Accept, Manowar, Rainbow, Scorpions, Deep Purple, Iron Maiden (сами музыканты для себя особо выделяют влияние «Iron Maiden» и «Judas Priest» говоря: «В своё время эти две группы нам казались ориентирами»). Из-за этого критики обвиняли «Арию» в эпигонстве и неоригинальности, а также заимствовании музыкальных ходов у этих групп. Сами музыканты опровергают подобные обвинения:

Владимир Холстинин в интервью Дилану Трою:

Большинство наших музыки-то никакой толком не знают. Услышали один раз — «Iron Maiden», и давай нас склонять. Триольный ритм играли ещё «Deep Purple», массу аналогичных моментов можно найти и у «Jethro Tull». Вот хоть бы раз написали, что я содрал что-нибудь у «Jethro Tull». Хоть какое-то разнообразие...

Оригинальная логика: а если бы «Ария» играла кондовый рок-н-ролл, то получается, что мы обдираем Чака Берри? Во всем мире дискуссия на эту тему давно закончена.

В ноябрьской конференции на новостном сайте «Лента.ру» отвечая на один из вопросов читателей, Виталий Дубинин ответил: 
Я лично к этому отношусь как к комплименту. Всю жизнь хотелось быть похожим на Iron Maiden, играть такую же музыку, такие аранжировки и быть таким же крутым. Если нас сравнивают, значит все удалось. Я не слышал, чтобы хоть одну российскую команду хоть с кем-то сравнивали. Это мое мнение.

Владимир Холстинин дополнил: 
А я вот хотел на Judas Priest быть похожим. Двуглавый орел такой получается, пусть даже вторая голова поменьше :) .
Виталий Дубинин в книге «Легенда о динозавре» отметил напевность и мелодизм вокальных линий песен «Арии», свойственные русской народной песенной традиции, что существенно отличает музыку группы от тех же Iron Maiden. Кроме того, на Арию оказала влияние классическая музыка. В некоторых композициях, например «Игра с огнём», «На службе силы зла» цитируются фрагменты из классических произведений Бородина, Паганини и др.
В последующие годы стиль группы стал более самостоятельным. По мнению бывшего гитариста группы, Большакова, своим успехом Ария обязана композиторскому таланту Виталия Дубинина: «Ведь всё-таки главный композитор „Арии“ — Виталий Дубинин. Холстинин придумывает эффектные риффы, Дубинин же просто замечательный мелодист… Его мелодии смахивают на традиционные наши российские песни под гитару». Холстинин тоже признал, что группа использует «русские гармонические и мелодические обороты». Тогда же у «Арии» появилась склонность к лирическим рок-балладам, благодаря которым, во многом, группе удалось завоевать широкую известность. Баллады «Потерянный рай», «Штиль», «Осколок льда» транслировались радиостанциями, в то время как более «жёсткие» композиции по большей части оставались «неформатом».
Со сменой состава и приходом нового вокалиста в репертуаре «Арии» снова начали преобладать «тяжёлые» композиции, а также появились некоторые элементы пауэр-метала (однако сами музыканты отрицают причастность группы к этому жанру).
Средняя длина песен составляет около 4,5—6 минут. Самым коротким треком является «Мания величия» — 1 минута 49 секунд, а самым длинным — «Проклятье морей» — 12 минут 6 секунд.

### Тематика
Тематика текстов «Арии», которые сочиняются профессиональными поэтами, близка к традиционной для хеви-метала. Среди постоянных тем — обращения к теме войны, истории, религиозной мистики и ужасов, а также любовной лирике. Одной из самых постоянных тем является тема Апокалипсиса, конца света или разрушительной катастрофы, представленная почти в каждом альбоме в разных вариациях («Это рок», «Воля и разум», «На службе силы зла», «Смотри!», «Ворон», «Последний закат»).

Про то, как сочетаются христианская и языческая тематика песен, Виталий Дубинин сказал: 
…у нас во всех, по-моему, уживаются и христианские, и языческие корни. Каждый говорит: «Слава Богу!» или «Господи, помоги!», тут же плюет три раза через плечо или не дает руку через порог, что всё-таки является языческими обрядами. Также все празднуют Пасху, Рождество Христово и тут же Масленицу, 7 Ноября и Halloween.
Тексты первых двух альбомов были написаны поэтом Александром Елиным. Они имели зачастую остросоциальный уклон, но при этом подвергались цензуре. В результате, традиционная для хэви-метала военная тематика представлена как антивоенная, пугающая ужасами войны. Эта тенденция продолжилась в первых альбомах группы «Мастер», куда перешли Елин и часть «арийцев».
Александр Елин в интервью utro.ru:
В: Тексты первого и второго альбома имели явно выраженную социальную и антивоенную тематику. Почему так получилось, был какой-то «социальный заказ»?
АЕ: Да, тогда надо было проверять тексты на комиссии от Минкульта... Тексты под это надо было написать такие, чтобы не «обломились» поклонники хэви-металла, не было похоже на тексты, скажем, ВИА «Самоцветы» —– и в то же время чтобы они проходили «литовки». Поэтому выбор антивоенной тематики был совершенно сознательным. Мы в своём кругу с долей иронии называли всё это «Красным металлом» —– рок-музыканты вообще обязаны относиться к своим текстам с долей иронии. То есть героика-патетика была с некоторым «красноватым» оттенком – это был единственно возможный способ как-то действительно «выстрелить». Что, в общем, и получилось.
Со сменой текстовика на Маргариту Пушкину в репертуаре «Арии» появились песни мистического, религиозного и хоррор уклона (такие как «На службе силы зла», «Игра с огнём», «Антихрист», «Зомби»). Пиком этой тенденции стал альбом «Кровь за кровь», полностью посвящённый теме сверхъестественного. В период конца 1990-х у группы появилось больше лирических медленных песен, к которым писались соответствующие тексты о любви и судьбе («Потерянный рай», «Осколок льда», «Закат», «Возьми моё сердце»).
С ужесточением звучания в альбомах с Беркутом, а также с возвращением Елина и приходом Кокоревой и Лобанова, у группы появился уклон в военно-историческую тематику («Колизей», «Кровь королей», «Крещение огнём», «Страж империи»). На презентации альбома «Армагеддон» арийцы провели костюмированное историческое шоу, сфррмировшее концертный альбом «Пляска ада».
О текстах «Арии», их значении и процессе написания, черновых вариантах песен, написана книга Маргариты Пушкиной «Ария Маргариты».
Все тексты «Арии» написаны и исполняются на русском языке. Однако существуют английские версии нескольких песен. В альбом «Штиль» вошла песня «You’d Better Believe Me», написанная на музыку «Не хочешь — не верь мне». В 2003 году на фестивале «Рокфест» в Москве, где выступали в основном зарубежные исполнители (Helloween, Masterplan) арийцы представили англоязычную программу из переведённых песен, в том числе «Колизей», «Штиль», «Тореро».

### Каверы
Каверы «Арии»
На счету Арии три изданных кавер-версии песен иностранных исполнителей. Все каверы были исполнены переведёнными на русский язык и носят названия, взятые из текста. Это Manowar — «Return of the Warlord» (Пробил Час), Golden Earring — «Going to the Run» (Беспечный Ангел) и White Lion — «Cry for Freedom» (Свобода). Все три песни в русском переводе Пушкиной посвящены тематике байкеров. «Пробил час» и «Беспечный ангел» были изначально изданы на первом диске Tribute to Harley-Davidson, «Свобода» — на втором, позднее все три были переизданы в альбоме редких треков «Штиль». Песня «Беспечный Ангел» некоторое время возглавляла Чартову дюжину и вошла в постоянный репертуар группы.
Кроме того, на нескольких концертах после 2003 года Ария исполняла кавер-версию песни группы Iron Maiden «The Trooper». Однако, в записи эта композиция не появлялась.
Каверы на «Арию»
В свою очередь, песни группы Ария становились объектом кавер-версий других групп. В частности, группой Rammstein в 2003 году был выпущен редкий сингл «Schtiel», содержащий кавер-версию песни «Штиль», обработанную в индастриал-стиле.
Немецкая же хэви-метал-группа Solemnity выпустила кавер-версию песни «Воля и разум» под заголовком «Will and reason». Российская группа «Слот» записала свою версию песни «Улица Роз».
В 2001 году вышел альбом A Tribute to Ария с записями кавер-версий песен Арии, записанных российскими метал-группами. Ария — излюбленная мишень шуточных кавер-версий группы Бони НЕМ. 27 ноября 2010 года к 25-летию группы вышел трибьют-альбом «A Tribute to Ария. XXV».
20 декабря 2010 года вышел альбом украинской симфо-метал-группы Symfomania — Aria, состоящий из инструментальных кавер-версий песен Арии. 6 марта 2011 года в качестве интернет-релиза окончательно вышел трибьют-альбом «Internet Tribute to Ария. XXV. Дай руку мне». 31 августа 2011 года российской поп-группой «Дискотека Авария» был выпущен альбом «Недетское время», включающий в себя кавер-версию песни «Воля и разум». Также российской пауэр-метал группой «Эпидемия» был записан кавер на песню «Игра с огнём». В 2015 году, в честь 30-летия Арии, группа Aella выпустила трибьют-альбом «Мания величия — 30 лет спустя». Порядок песен в нём полностью повторяет таковой в дебютном альбоме «Арии» — «Мания величия».
В декабре 2016 года норвежская группа Tomorrow’s Outlook сделала кавер на песню «На службе силы зла» и включила её в свой новый альбом. Кавер сделан с согласия группы и даже при участии Максима Удалова на барабанах. Англоязычная композиция получила название «Slave to the Evil Force» (дословно «Раб злой силы»), что перекликается с оригинальным названием.
В мае 2018 года вышел трибьют-альбом «Симфония Холстинина» проекта Forces United, созданный в честь 60-летия Владимира Холстинина. В нём различные музыканты поют песни, написанные при участии Холстинина.
В октябре 2018 года проект MARGENTA выпустил трибьют-альбом SALTO VITALE, посвящённый 60-летнему юбилею Виталия Дубинина. Ни Виталий Дубинин, ни поклонники группы Ария, не подозревали о готовящемся подарке. Альбом был вручён музыканту в день его рождения 9 октября перед концертом коллектива в Брянске. Пластинка была записана на средства участников проекта Margenta и менеджмента группы Ария.
В 2019 году молодые исполнители Filatov & Karas vs Burito выпустили кавер песни «Арии» «Возьми моё сердце».
В октябре 2021 года казанская метал-группа «Багира» выпустила кавер на песню «Герой асфальта».
В марте 2023 года группа «Дискотека Авария» выпустила кавер на песню «Воля и разум».
В 2023 году группа Орбитум выпустила трибьют-альбом «Tribute To Ария»

## Награды, премии
| Год  | Премия                   | Номинация                                                  | Результат |
| ---- | ------------------------ | ---------------------------------------------------------- | --------- |
| 1986 | «Литуаника-86»           | «Приз за профессионализм»                                  | Победа    |
| 1986 | «Рок-панорама-86»        | «Лучшая антивоенная композиция» — («Воля и разум»)         | Победа    |
| 1986 | «Рок-панорама-86»        | «Техническое обеспечение»                                  | Победа    |
| 1986 | «Рок-панорама-86»        | «Режиссура» — (Виктор Векштейн)                            | Победа    |
| 1987 | «Звуковая дорожка МК-87» | «Лучший певец» — (Валерий Кипелов)                         | Номинация |
| 1987 | «Звуковая дорожка МК-87» | «Лучшая группа»                                            | Номинация |
| 1987 | «Звуковая дорожка МК-87» | «Лучшая песня» — («Воля и разум»)                          | Номинация |
| 1999 | «Чартова дюжина-99»      | «Лучшая песня» — («Беспечный ангел»)                       | Номинация |
| 2001 | «Чартова дюжина-01»      | «Лучшая песня» — («Штиль», «Небо тебя найдёт»)             | Номинация |
| 2002 | «Чартова дюжина-02»      | «Лучшая песня» — («Осколок льда»)                          | Номинация |
| 2003 | «Чартова дюжина-03»      | «Лучшая песня» — («Колизей»)                               | Победа    |
| 2006 | «Чартова дюжина-06»      | «Лучшая песня» — («Чужой»)                                 | Номинация |
| 2007 | «Fuzz»                   | «Лучшая live-группа»                                       | Победа    |
| 2008 | «Чартова дюжина»         | «Лучшие песни десятилетия 1998—2008» — («Беспечный ангел») | Номинация |
| 2012 | «Русский топ-011»        | «Лучшая группа»                                            | Победа    |
| 2013 | «Русский топ-012»        | «Лучший альбом» — (Live in Studio)                         | Победа    |
| 2015 | «Русский топ-014»        | «Лучший альбом» — («Через все времена»)                    | Номинация |

## Рейтинги
- В 2004 году «Комсомольская правда», в соответствии с опросом читателей, назвала «Арию» девятой по влиятельности группой за всю историю отечественного рока[135].
- В 2011 году песня «С кем ты?» вошла в список «100 песен, изменивших нашу жизнь», составленный редакцией журнала TimeOut[136].
- В 2014 году был опубликован список «500 лучших песен „Нашего радио“», составленный на основе выбора радиослушателей. «Ария» представлена в нём одиннадцатью песнями: «Беспечный ангел» (6-е место), «Потерянный рай» (22-е место), «Улица роз» (29-е место), «Осколок льда» (50-е место), «Колизей» (63-е место), «Воля и разум» (81-е место), «Штиль» (100-е место), «Возьми моё сердце» (107-е место), «Там высоко» (139-е место), «Небо тебя найдёт» (189-е место), «Чужой» (301-е место)[137].

### «Семейка» Арии
Бывшими и действующими участниками Арии в разные годы был образован ряд сайд-проектов и полноценных групп. С лёгкой руки Сергея Маврина эти группы называют по его циклу радиопередач о них: «Семейка Арии» (или «Семейка Ария»). В английском языке термин family применяется к группам, которые сопровождает большое количество связанных проектов (Deep Purple family, Black Sabbath family).
К «семейке» относят:
- Мастер — группа под руководством Андрея Большакова, а позже (после его ухода в 1994 году) и Алика Грановского (единственного бессменного участника группы), образовавшаяся после первого раскола в 1987 году. В конце 1980-х была самым популярным в СССР исполнителем трэш-метала, после группа перешла на хэви-метал. Основателями группы были также Молчанов, Покровский (впоследствии покинувшие группу) и Сергей Попов (отыгравшей в группе 10 лет (1987—1997) до попадания в Арию). Валерий Кипелов и Артур Беркут работали в группе в качестве сессионных вокалистов (первый — в 1994 и 2007, второй — в 1998 и 2017).
- Маврин — группа Сергея Маврина, основанная в мае 1998 году после успеха сайд-проекта «Смутное время». Маврин исполняет хэви-метал, более мелодичный и с некоторым влиянием прогрессив-метала. Играл в проекте «Кипелов», но позже покинул группу, чтобы заняться своей.
- Кипелов — группа под руководством Валерия Кипелова, отколовшаяся от Арии в 2002 году и играющая хард-н-хэви. В её создании участвовали также Маврин, Терентьев и Манякин (кроме последнего, все впоследствии покинули группу).
- Артерия — группа Сергея Терентьева, основанная в 2003 году, после его ухода из группы «Кипелов», играющая хэви-метал.
- Артур Беркут — группа Артура Беркута, основанная через короткое время после его ухода из Арии, играющая хэви-метал.
- «Воля и разум» — группа, основанная Андреем Большаковым в 2023 году.

Все группы из «семейки» неоднократно сотрудничали с «Арией» и друг с другом.

## Состав

### Музыканты
Текущий состав
- Михаил Житняков — вокал (2011—наши дни)
- Владимир Холстинин — гитара (1985—наши дни)
- Сергей Попов — гитара, бэк-вокал, соавтор текстов (2002—наши дни)
- Виталий Дубинин — бас-гитара, клавишные, бэк-вокал, дополнительная гитара и вокал (1987—наши дни)
- Максим Удалов — барабаны (1987—1988, 2002—наши дни)

Бывшие участники
После раскола 1987 года (сооснователи группы «Мастер»)
- Алик Грановский — бас-гитара (1985—1987)
- Кирилл Покровский — клавишные, бэк-вокал (1985—1987; умер в 2015)
- Игорь Молчанов — барабаны (1985—1987; умер в 2025)
- Андрей Большаков — гитара, бэк-вокал (1985—1987)

После раскола 2002 года (сооснователи группы «Кипелов»)
- Валерий Кипелов — вокал (1985—2002)
- Александр Манякин — барабаны (1988—2002)
- Сергей Терентьев — гитара (1995—2002)

Другие
- Александр Львов — барабаны (1985)
- Сергей Маврин — гитара (1987—1995)
- Артур Беркут — вокал (2002—2011)

Туровые участники
- Алексей Булкин — бас-гитара (в туре 1990 года временно заменял Дубинина)
- Дмитрий Горбатиков — гитара (в туре 1990 года временно заменял Маврина)
- Максим Удалов — барабаны (в 1998 году, в течение полугода заменял Манякина, попавшего в аварию)
- Александр Цветков — клавишные (на концертах 2006—2008 годов)
- Михаил Бугаев — гитара (с 5 ноября по 13 декабря 2014 года, временно заменял Холстинина)
- Сергей Маврин — гитара (в 2021—2024 годах гость тура «Гость из царства теней»)
- Артур Беркут — вокал (в 2021—2024 годах гость тура «Гость из царства теней»)

Сессионные музыканты
- Алексей Булгаков — вокал (1994, пробовался на замену Кипелова, записал 4 песни на демо-диск)
- Алик Грановский — бас-гитара (2001, временно заменил Дубинина в записи саундтрека игры «Дальнобойщики 2»)

### Авторы текстов
- Маргарита Пушкина — с 1985
- Александр Елин — 1985—1986, 2001—2006, с 2014
- Игорь «Кэш» Лобанов — с 2008
- Нина Кокорева — 2008 (умерла в 2020)
- Владислав Тарасов — 2018

### Прочие участники
- Виктор Векштейн — руководитель группы (1985—1989, умер в 1990)
- Юрий Соколов — менеджер и режиссёр-постановщик концертов группы (с 2001)
- Юлия Беликова — менеджер группы (с 2003)
- Лео Хао — художник (с 2001 по 2011)

### Состав по годам
- Владимир Холстинин
- Михаил Житняков
- Виталий Дубинин
- Максим Удалов
- Сергей Попов

## Дискография
1. 1985 — Мания величия
2. 1986 — С кем ты?
3. 1987 — Герой асфальта
4. 1989 — Игра с огнём
5. 1991 — Кровь за кровь
6. 1995 — Ночь короче дня
7. 1998 — Генератор зла
8. 2001 — Химера
9. 2003 — Крещение огнём + перезапись 2020 г.
10. 2006 — Армагеддон + перезапись 2020 г.
11. 2011 — Феникс
12. 2014 — Через все времена
13. 2018 — Проклятье морей
14. 2025 — Четырнадцатый студийный альбом[109]

Группой «Ария» в 2001 году был записан саундтрек компьютерной игры «Дальнобойщики-2», который в дальнейшем был выпущен отдельным альбомом.

## Комментарии
1. ↑  «You’d Better Believe Me» (англоязычная версия «Не хочешь, не верь мне», текст которой является вольной вариацией на тему песен «Герой асфальта» и «Не хочешь — не верь мне»).

### На других сайтах
- Подробная биография группы Ария
- Собрание табулатур песен «Арии»
- Фан-сайт группы «Ария»
- Неофициальный сайт легендарной группы «Ария»